# Sladeniaceae
Sladeniaceae är en familj av tvåhjärtbladiga växter. Sladeniaceae ingår i ordningen Ericales, klassen Magnoliopsida, fylumet Tracheophyta och riket Plantae. Enligt Catalogue of Life omfattar familjen Sladeniaceae 3 arter. 
Kladogram enligt Catalogue of Life:
| Sladeniaceae | \| \| Ficalhoa \| \| \| \| \| \| Sladenia \| \| \| \| |
|              | \| \| Ficalhoa \| \| \| \| \| \| Sladenia \| \| \| \| |
|              | aktinidiaväxter                                       |
|              |                                                       |
|              | balsaminväxter                                        |
|              |                                                       |
|              | Clethraceae                                           |
|              |                                                       |
|              | Cyrillaceae                                           |
|              |                                                       |
|              | fjällgröneväxter                                      |
|              |                                                       |
|              | Ebenaceae                                             |
|              |                                                       |
|              | ljungväxter                                           |
|              |                                                       |
|              | Fouquieriaceae                                        |
|              |                                                       |
|              | Lecythidaceae                                         |
|              |                                                       |
|              | Marcgraviaceae                                        |
|              |                                                       |
|              | Mitrastemonaceae                                      |
|              |                                                       |
|              | Napoleonaceae                                         |
|              |                                                       |
|              | Pellicieraceae                                        |
|              |                                                       |
|              | Pentaphylacaceae                                      |
|              |                                                       |
|              | blågullsväxter                                        |
|              |                                                       |
|              | viveväxter                                            |
|              |                                                       |
|              | Roridulaceae                                          |
|              |                                                       |
|              | Sapotaceae                                            |
|              |                                                       |
|              | flugtrumpetväxter                                     |
|              |                                                       |
|              | Scytopetalaceae                                       |
|              |                                                       |
|              | storaxväxter                                          |
|              |                                                       |
|              | Symplocaceae                                          |
|              |                                                       |
|              | Tetrameristaceae                                      |
|              |                                                       |
|              | Theaceae                                              |
|              |                                                       |
|              | Ficalhoa                                              |
|              |                                                       |
|              | Sladenia                                              |
|              |                                                       |

|  | Ficalhoa |
|  |          |
|  | Sladenia |
|  |          |